# Because
«Because» –en español: «Porque»– es una canción de The Beatles, escrita y compuesta por John Lennon, acreditada a Lennon/McCartney y aparecida en el álbum Abbey Road de 1969.

## Historia
Según diversas fuentes, John estaba en su casa, escuchando a Yoko Ono tocar el piano. Cuando escuchó un tema en particular (el primer movimiento de la sonata para piano n.º 14 de Beethoven, conocida como Claro de Luna), le pidió a Yoko que tocara los acordes al revés. Yoko lo hizo, y de esta secuencia de notas y acordes, John compuso el característico arpegio de la canción. La versión popular insiste en afirmar que se trata de la sonata tocada al revés, pero cualquier estudio musicológico, demostraría que esto no es así. Hay coincidencia en ciertas notas, evidentemente en el arpegio, y en el tono lento y melancólico, pero no es la sonata tocada al revés.
El tema es bastante sencillo, y se nota en él la economía de recursos y la cuidada producción. Lo más destacado son las voces. Tal como hicieran muchas veces desde sus inicios, John, Paul y George cantan una armonía en tres partes, la cual fue grabada tres veces, es decir, que finalmente se escuchan nueve voces.
Es el primer tema en el que The Beatles usa uno de los nuevos tipos de sintetizadores: el Moog. Este es tocado por George y se escucha luego del puente, y es una repetición del arpegio principal, con sonido similar al de trompetas.
Primero fue grabada la pista musical, y posteriormente se trabajó en las pistas vocales. Ringo Starr no toca en el tema, y se limita a marcar el tiempo con sus baquetas, sobre todo durante la grabación de las voces, proceso en el cual George Martin dirigió a los tres vocalistas.

## Instrumentación y personal[1]
- John Lennon: guitarra solista (Epiphone Casino) y triple armonía principal (voz media).
- Paul McCartney: bajo (Rickenbacker 4001s) y triple armonía secundaria (voz aguda).
- George Harrison: sintetizador Moog (Moog IIIp) y triple armonía terciaria (voz baja).
- George Martin: clavicémbalo eléctrico (Baldwin Combo CW-8-S).
- Producción: George Martin (ya para esta etapa, el compositor de cada canción fungía como productor, a pesar de no aparecer acreditado).
- Grabación: Geoff Emerick y Phill McDonald.
- Mezclas: George Martin y Geoff Emerick (igualmente, para esta etapa, el compositor del tema se involucraba sustancialmente).

## Versiones
- Vanessa-Mae, en el álbum In My Life de George Martin de 1998.
- Lynsey de Paul para el musical All This and World War II en 1976.
- Alice Cooper, en la película Sgt. Pepper's Lonely Hearts Club Band, de 1978.
- Louie Ramirez, en su LP Louie Ramírez y sus amigos, de 1978.
- Pedro Aznar, en su álbum Pedro Aznar, de 1982.
- The Nylons, en su álbum The Nylons, de 1994.
- Elliott Smith, en la banda sonora de la película American Beauty, de 1999.
- Alejandro Dolina, en el álbum Tangos del Bar del Infierno, de 2004. Utilizada en la apertura del programa radial La venganza será terrible.
- Solveig Slettahjell en el álbum Domestic Songs, de 2007.
- Wood, Carpio, McCoy Y Dana Fuch en la película Across the Universe, del 2007.
- Melody Gardot, en el programa Live From Abbey Road, en 2009.
- Joao Bosco, cantante y guitarrista brasileño en la versión "Brasil tributo a Los Beatles"
- George Martin, primera canción del álbum de The Beatles Love, en 2006. Utilizando solo las voces de esta canción.
- Faltriqueira, Grupo vocal gallego.